# Gomes Lourenço da Cunha
Gomes Lourenço da Cunha (? - 1286) foi um nobre do Reino de Portugal, e padrinho do Rei D. Dinis I.

## Biografia
Foi senhor de grandes latifúndios nas terras de Cunha, em Braga  Estas terras - por desacatos feitos às freiras do Convento de Santa Ana de Coimbra - passaram depois, por ordem do rei D. Dinis I de Portugal, ao Padroado Real em 8 de Setembro de 1285.
Em Varzim (Póvoa de Varzim), Gomes Lourenço detinha ainda vastas propriedades agrícolas,mas o ataque de D. Sancho I à Honra de Varzim e à torre de Cunha havia retirado ao senhorio várias propriedades, incluindo o Porto de Varzim. Gomes Lourenço decidiu não acatar a perda do porto e desafiou o rei, ao continuar a exigir tributo feudal aos pescadores do porto.
D. Gomes Lourenço - deduz-se das próprias Inquirições do ano de 1290 - aproveitou as suas relações com pessoas importantes para que lhe fosse reconhecido como honra (senhorio) o porto de Varzim, localizado no reguengo de Veracim de Jussãao (Varzim de Jusão), tentando convencer D. Dinis de que seu pai, Afonso III, lho tinha usurpado injustamente. Assim, D. Gomes e sua linhagem, que alegavam o domínio da honra de Varzim (honrra de Veracim), foram ao porto obter o navão dos pescadores, com a justificação da honra de Varzim.
Foi, também, administrador do vínculo instituído por sua irmã, Urraca Lourenço da Cunha (já viúva de Martim Martins Dade, alcaide de Santarém), no ano de 1269. Esse vínculo passaria, por sucessão, para a família Novais, morgados de Parada, e destes para os senhores da honra de Barbosa.

## Relações familiares
Era filho primogénito de Lourenço Fernandes da Cunha  (1180 -?) e de Sancha Lourenço Macieira. Casou por duas vezes, a primeira com Teresa Gil da Arões filha de Gil Guedaz Guedeão (1170 -?) e de D. Maria Fernandes de Sousa (1150 -?) com quem teve:
1. Lourenço Martins da Cunha,
2. Vasco da Cunha,
3. Gonçalo Gomes da Cunha,
4. Aldonça Gomes casou com Martim Martins Zote,
5. Mécia Gomes casou com Joane Anes Redondo,
6. Maria Gomes casou com Fernão Gonçalves Moreira

Do seu segundo casamento, com Maria Martins do Vinhal (c. 1260 -?) filha de D. Martim Annes do Vinhal (1240 – 1293) e de Sancha Pires de Paiva (1245 -?) não houve descendência.
O sucessor de Gomes Lourenço - ou de, pelo menos, parte dos seus bens -  parece ter sido seu irmão, João Lourenço da Cunha, que teve o padroado do mosteiro de São Salvador do Souto e foi herdado no julgado de Tábua, lá instituindo um morgadio em 1262. 
João Lourenço não parece ter deixado geração, pois sucedeu na posse desse morgadio de Tábua um outro irmão, Vasco Lourenço da Cunha, também senhor da honra do julgado de Tábua. 